# Huckleberry Finn (1931)
Huckleberry Finn é um filme estadunidense de 1931, do gênero comédia de aventuras, dirigido por Norman Taurog. Sequência de Tom Sawyer (1930), do qual utilizou praticamente a mesma equipe, esta é outra das inúmeras versões do romance clássico de Mark Twain. A adaptação não é fiel ao livro, deixando de fora episódios famosos e inventando outros. Apesar de ter seu charme, o filme envelheceu e está totalmente datado.

## Sinopse
Um ano após os acontecimentos narrados em Tom Sawyer, Huckleberry planeja fugir de novo, pois agora tem de ir à escola e usar sapatos, o que o deixa muito irritado. Já Tom, às voltas com Becky, anda bem satisfeito com a vida doméstica. Entretanto, os acontecimentos se precipitam quando o pai mau-caráter de Huck entra em cena e sequestra-o da casa de sua tutora, a viuva Douglas. Huck simula sua própria morte e escapa numa balsa para o Rio Mississippi, na companhia de Tom e de Jim, um escravo fugitivo. Eles se juntam a uma dupla de salafrários, Duke e King, que planeja roubar duas órfãs. Mas Huck se apaixona por uma delas e frustra o plano dos bandidos.

## Elenco
| Ator/Atriz      | Personagem       |
| --------------- | ---------------- |
| Junior Durkin   | Huckleberry Finn |
| Jackie Coogan   | Tom Sawyer       |
| Mitzi Green     | Becky Thatcher   |
| Jackie Searl    | Sid Sawyer       |
| Clarence Muse   | Jim              |
| Eugene Pallette | Duke             |
| Oscar Apfel     | King             |
| Clara Blandick  | Tia Polly        |
| Jane Darwell    | Viuva Dougas     |